# 科爾科瓦鄉
44°42′N 23°03′E / 44.700°N 23.050°E
科爾科瓦鄉（羅馬尼亞語：Comuna Corcova, Mehedinți），是羅馬尼亞的鄉份，位於該國西南部，由梅赫丁茨縣負責管轄，面積59平方公里，海拔高度206米，2007年人口6,040，人口密度每平方公里103人。